# Benshi

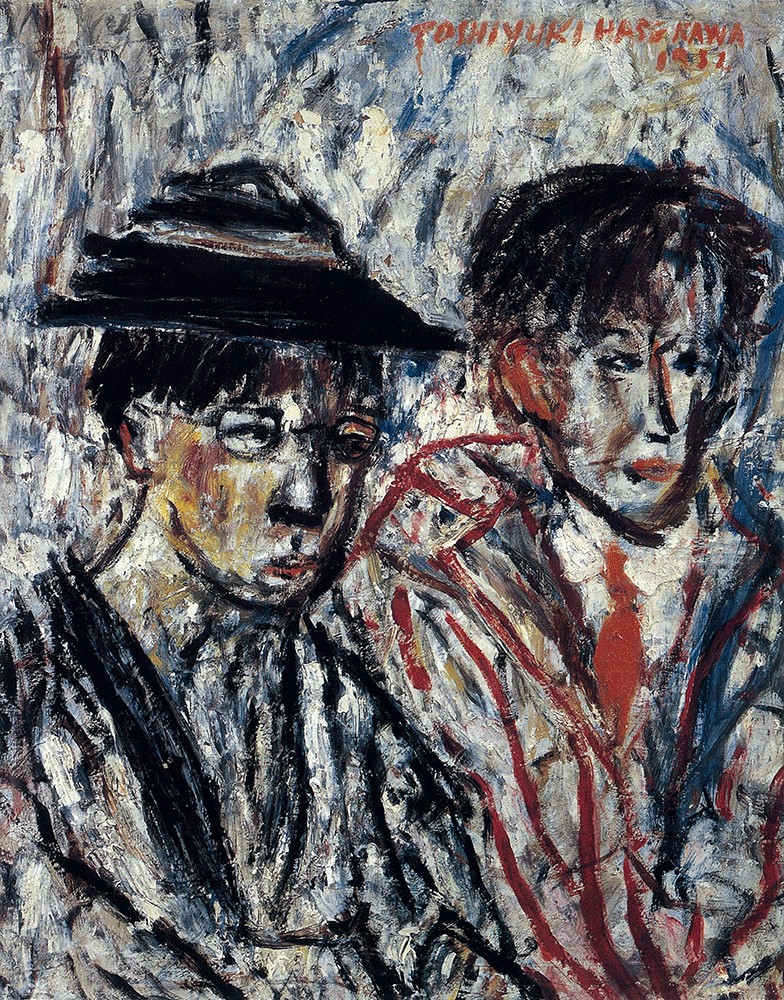
Pintura al óleo de 1932 en la que se representan dos narradores de películas mudas

El benshi fue una de las figuras más importantes en los inicios del cine en Japón. Se basaba en la narración de películas extranjeras que se proyectaban para una audiencia que no podía entender los rótulos.

## Historia
Su existencia no se limitaba a Japón: a principios del siglo XX el nivel de analfabetismo era todavía muy alto y por ello en muchos países se popularizó la figura de alguien que se encargaba de leer los rótulos de la película y, ya de paso, explicar la trama a los espectadores. Algunas de las prácticas más similares a la del benshi eran el e-toki (en la cual un narrador explicaba una historia a partir de una imagen, a veces acompañado de música), el bunraku (teatro de marionetas en que la historia era explicada por un recitador) o incluso la figura del narrador en el teatro kabuki, que iba recitando la trama.
Los benshi o katsuben fueron una de las figuras más importantes en los inicios del cine en Japón. Su función inicial consistía en narrar las películas extranjeras que se proyectaban para una audiencia que no podía entender los rótulos, ya que no estaban subtitulados al japonés. Su existencia no se limitaba a Japón: a principios del siglo XX el nivel de analfabetismo era todavía muy alto y por ello en muchos países se popularizó la figura de alguien que se encargaba de leer los rótulos de la película y, ya de paso, explicar la trama a los espectadores (en España de hecho se le bautizaba con el nombre de “explicador”). Lo que hace tan especial el caso de los benshi es que, como ahora veremos, éstos adquirieron tal importancia que influyeron directamente en la evolución de la industria cinematográfica japonesa.
En las primeras proyecciones cinematográficas en Japón, el papel del benshi no era solo el de describir esos primeros cortometrajes documentales, sino de presentar las maravillas de ese novedoso invento llamado cinematógrafo y explicar su funcionamiento. Su rol por entonces aún no era demasiado importante y se entendía como un complemento de lo que era la principal atracción. Ya por entonces se situaban en la zona izquierda del escenario tras una mesa, lugar que no abandonaron ni en su época de más popularidad pues siempre se entendía que el foco de atención visual tenía que ser la pantalla (eso no quita que algún benshi esporádicamente intentara llamar la atención, por ejemplo uno especializado en comentar películas de Chaplin llegó al punto de disfrazarse como él para fomentar esa relación).
El rol del benshi ya no era meramente descriptivo sino que también debería ser explicativo. El problema no era solo entender los rótulos de los films y un sistema narrativo cada vez más elaborado, sino comprender las costumbres occidentales. Recordemos que Japón por entonces todavía era un país muy aislado de occidente y para muchos espectadores las imágenes del cinematógrafo era su primer contacto con una cultura radicalmente distinta a la suya. Por tanto, la forma de proceder de los personajes, sus costumbres y el tipo de argumentos podían resultar muy confusos para el público nipón. Como curiosidad, ya en los inicios del cine hubo un precedente de esta función: cuando se proyectó el film El Beso (1896) de Edison se consideró altamente inmoral por su contenido, pero se evitó la intervención censora de las autoridades gracias a la explicación del benshi, quien afirmaba que eso que veían era una costumbre típica de occidente. En definitiva, el papel del benshi adquirió una importancia crucial en la exhibición de films, ya que no solo leía los rótulos sino que explicaba la trama a la audiencia, además de reproducir los diálogos de todos los personajes e incluso imitar los sonidos.
Eso provocó que, con la creciente popularidad del cine, los benshi estuvieran en alta demanda. En consecuencia se creó una escuela de entrenamiento para benshi en la que no solo se les entrenaba la voz sino que se les enseñaba historia y cultura sobre los países de los que provenían los films, ya que una de sus funciones sería explicar eso al público. De hecho, no era raro que los benshi más profesionales se documentaran antes de efectuar su trabajo con algunas películas determinadas, por ejemplo leyendo las obras originales en el caso de las adaptaciones.
Normalmente, las proyecciones de films eran precedidas por una explicación por parte del benshi del argumento que iban a presenciar, y no era poco frecuente que éstos fueran más allá de su labor meramente explicativa y que durante el film fueran dejando caer su interpretación de lo que sucedía en la trama y cuales creían que eran los valores que enseñaba la película (o, a un nivel más lúdico, también podían burlarse del físico de los actores). Eso los convertía en personajes potencialmente peligrosos para el poder, porque poseían una gran influencia sobre la audiencia.
Había dos maneras de enfocar el arte de setsumei (nombre con el que se conoce la narración que hacían de los films) muy vinculadas con las zonas geográficas en que tenían más relevancia: el estilo Yamanote, que era más realista y objetivo entendiendo el papel del benshi como el de un mero explicador de lo que sucedía en la pantalla, y el estilo Shitamachi, más melodramático y estilizado. El primero era obviamente más apropiado para films extranjeros mientras que el segundo encajaba más con producciones propias. Así mismo no era raro que los benshi más profesionales se especializaran en un tipo de películas concreto: films de época (jidai-geki), films contemporáneos (gendai-geki) o producciones foráneas. Por otro lado, el estilo de cada benshi cambiaba según si trabajaba en zonas rurales o de ciudad, llegando incluso a adoptar el acento de la región en que trabajara. De esta forma, para el público de cada pueblo era como si los famosos actores de Hollywood hablaran con su acento, haciendo más cercanas a esas famosas figuras internacionales.
Como norma general la mayoría de benshi visionaban las películas un par de veces antes de la representación para prepararse, pero el público entendía y aceptaba que el trabajo de benshi se iba elaborando sobre la marcha y que era normal que en las primeras proyecciones su interpretación no fuera tan brillante. Los benshi precisaban obviamente de una voz muy potente para hacerse oír, y de hecho alguno usó como estratagema publicitaria el afirmar que había entrenado su voz gritando ante las cataratas del Niágara hasta hacerse escuchar.
En 1927 se tiene constancia de que había 6.818 benshi (de los cuales curiosamente 180 eran mujeres). Su popularidad llegó a tales niveles que en Japón la gente no acudía a ver una película atraída por el nombre de algún actor popular, sino por el benshi que la interpretaría, y de hecho en los carteles publicitarios su nombre a veces aparecía en un tamaño más grande que el del resto de actores (en su edad de oro se decía que el benshi más famoso del país cobraba tanto como el Primer Ministro). Desde el momento en que los benshi se convirtieron en estrellas por derecho propio, la industria explotó esa costumbre retransmitiendo por radio algunas actuaciones de benshi en directo o sacando a la venta discos que contenían grabaciones de sus discursos. 
En 1932, cuando el cine sonoro había conquistado el mundo, en Japón, de 400 películas, solo 45 tenían sonido. La incorporación del cine sonoro en este país fue tardía y lenta (1932-39), pero no por eso causó menos estragos. Famoso es el caso de Heigo, hermano del más internacional cineasta japonés, Akira Kurosawa, quien en 1933, un año después de que perdiera su trabajo de benshi, decidió suicidarse.